# پانتئون (معبد رومی)

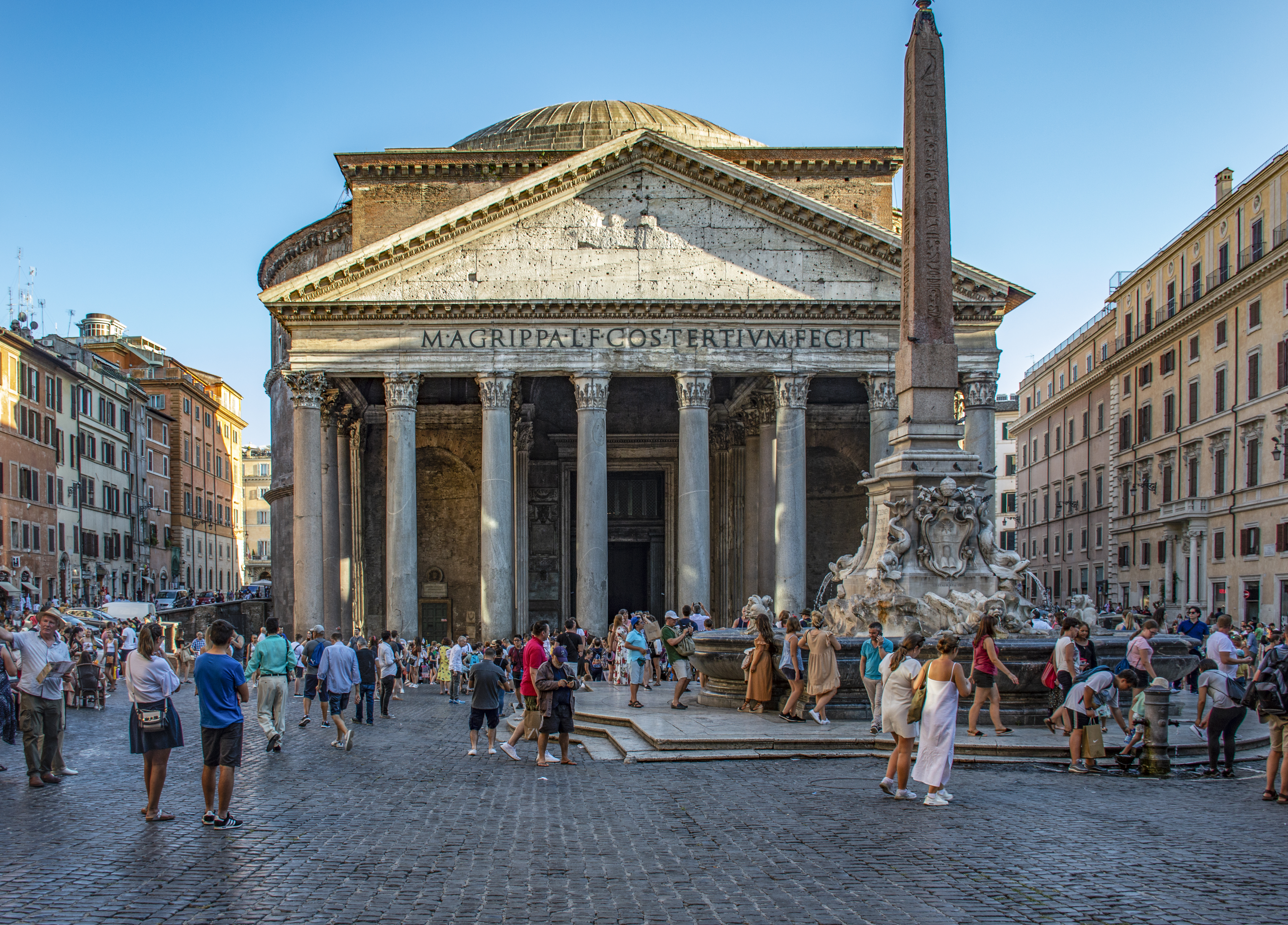
پانتئون

پانتئون (انگلیسی: Pantheon) معبد رومی سابق و کلیسای کاتولیک فعلی در رم ایتالیا است که در محوطه معبد پیشین که توسط مارکوس آگریپا در زمان سلطه آگوستوس سفارش داده شده بود ساخته گردید. این معبد احتمالاً در سال ۱۲۶ پس از میلاد توسط هادریانوس بازسازی و وقف شد. تاریخ ساخت این سازه دقیقاً مشخص نیست چون هادریانوس برای این معبد کتیبه نویسی نکرد و کتیبه قدیمی معبد آگرپیا که سوخته بود را حفظ نمود.
معبد پانتئون رم به عنوان یکی از بزرگترین گنبدهای جهان جزو شگفتی‌های دنیای معماری است.
پانتئون یکی از پرآوازه‌ترین و پر نفوذترین بناها در تاریخ معماری است. این معبد در حدود ۱۲۵ میلادی ساخته شد. پانتئون معبدی گرد و گنبد دار است، در جلویش رواقی مستطیلی دارد که به نظر می‌رسد آنچنان که باید و شاید با ساخت گردوار اولیه آن تناسبی ندارد و احتمالاً بعدها برآن افزوده شده‌است.
تأثیر اولیه حاصل از مشاهده این بنا احتمالاً با تأثیر امروزیش متفاوت بوده‌است، زیرا پانتئون در آغاز یک بنای مستقل نبود بلکه به یک باسیلیکای قدیمی تر متصل بود و امتداد آن یال‌های جانبی پانتئون را می‌پوشانده است.
گذشته از این، در جلوی رواق معبد یک حیاط ستون بندی شده قرار داشت که بخشی از رواق نیز جزو آن بود و در آغاز تنها بخش قابل رؤیت ساختمان از روبرو بود. این حیاط که در دوره هادریانوس ساخته شد، احتمالاً از طرح‌های همین امپراتور تنوع طلب بوده‌است. بنای پانتئون از گونه‌ای سادگی پرهیبت در مقیاس بزرگ برخوردار است. برفراز اندرون مدورش گنبدی نیمکره وار به قطر ۴۳ متر زده‌اند که فاصله نوک گنبد از کف پانتئون نیز ۴۳ متر است.
بدین ترتیب، طرح پانتئون بر تقاطع دو دایره – یکی عمودی، دیگری افقی – قابل تصور به صورت مقاطعی از یک کره «فضا» که در درون بنا محاط شده‌اند استوار گشته‌است.
گنبد پانتئون، پوسته‌ای بتونی دارد که تدریجاً در سمت قاعده بر ضخامتش افزوده می‌شود تا در جای لازم بر قدرت آن بیفزاید. در مرکز گنبد، سوراخی گرد (به نام «چشمه نور» یا «نورگیر») به قطر ۹ متر تعبیه شده که شیشه‌ای ندارد، رو به آسمان باز شده و تنها منبع نور برای تأمین روشنایی اندرون بنا است.
دیوارهای نگه دارنده گنبد بسیار ضخیمند و در سطحشان فرونشستگی‌های مستطیل و نیمدایره یک در میان ایجاد شده‌است، که بر بالای هر کدام طاقی هلالی زده شده تا فشار حاصل از گنبد را به جرزهای عظیم سنگی منتقل کنند. گنبد پانتئون از درون قاب‌بندی شده تا آنکه هم جلوه هندسی زیبایی از مربع‌های کوچک در درون دایره‌ای عظیم را پیدا کند هم از فشار و سنگینی کل گنبد بکاهد بی آنکه صدمه‌ای به قدرتش زده باشد.
کف پانتئون، مختصر تحدبی دارد و زهکشهایش به صورت خطوطی کم عمق در مرکز (مستقیماً در زیر نورگیر) ایجاد شده‌اند تا هر آبی را که از آن بالا می‌ریزد به سوی خود سرازیر گرداند
دیوارها و حجم‌ها در معماری مصر و بین‌النهرین به قدری اهمیت دارند که آنچه دیده می‌شود همین‌ها هستند، فضا فقط به شکل «منفی» وجود دارد یعنی تصادفاً بین حجم‌ها ظاهر می‌شود. این گونه معماری را معماری حجم‌ها می‌نامند. معماری یونانی نیز مخصوصاً به حجم‌ها، نسبتهای میان حجم‌ها و شکل‌دادن به عناصر حجمی توجه داشت، با صفت معماری استخوان بندی یا ساختاری متمایز شده‌است.

## معماری رومی
نخستین بار رومیان هستند که معماری را به شکل واحدهایی از فضا در تصور می‌آورند که با استفاده از دیوار بستهایی قابل شکل‌دادن هستند.
درون پانتئون، مطابق این علاقه معماران رومی، یک کل واحد، همشکل و متکی به خود است که حجم‌ها یا دیوارهای نگه دارنده هیچ گسستی در آن پدیدنمی‌آورند، کلی است که بازدیدکننده را در خود جا می‌دهد بی آنکه او را محبوس کند، جهان کوچکی است که از طریق نورگیرش به سوی ابرهای گریزپا، آسمان آبی، خورشید، طبیعت کیهانی و خدایان راه می‌یابد. گریختن از سر و صدا و گرمای سوزان یک روز تابستانی رم و پناه آوردن به محیط خنک و عظمت آرام پانتئون، تجربه‌ای است که تقریباً در وصف نمی‌گنجد و هر کسی باید خود شخصاً آن را بیازماید. از همه چیز که بگذریم، این کار یک تجربه معماری نیز هست.
نباید از یاد برد که نیروی ابتکار رومیان در ساختن فضاهای بزرگ درونی به شناخت و اطلاعات مهندسی ایشان از خواص حجم‌ها و ایستایی حجم‌ها خنثی بستگی داشت. قوس، طاق و گنبد، واحدهایی ساختمانی بودند که رومیان با مهارتی بی مانند در جهان باستان و کم‌نظیر در جهان معاصر، ابداع و تکمیل کردند.

## نگارخانه

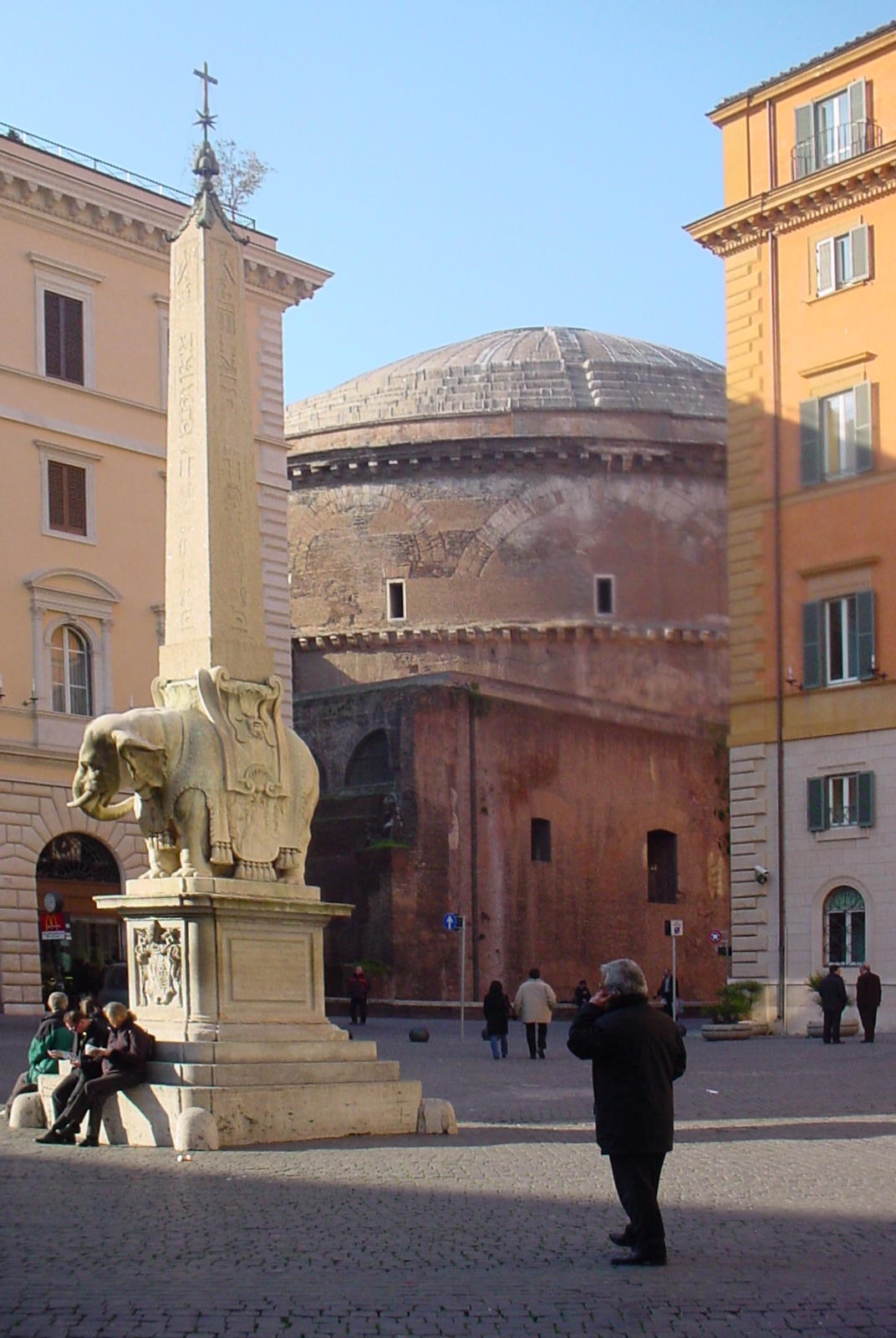
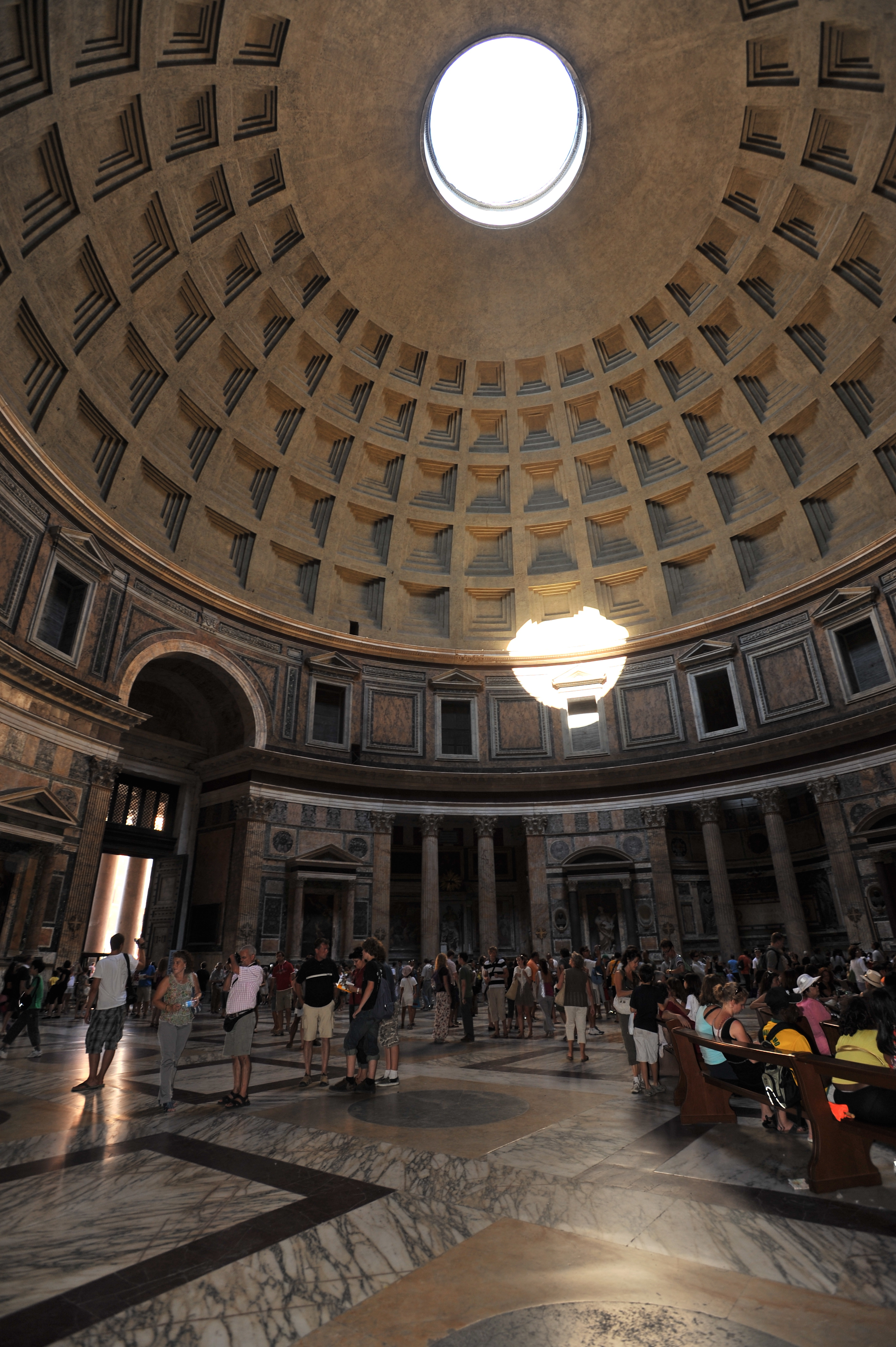
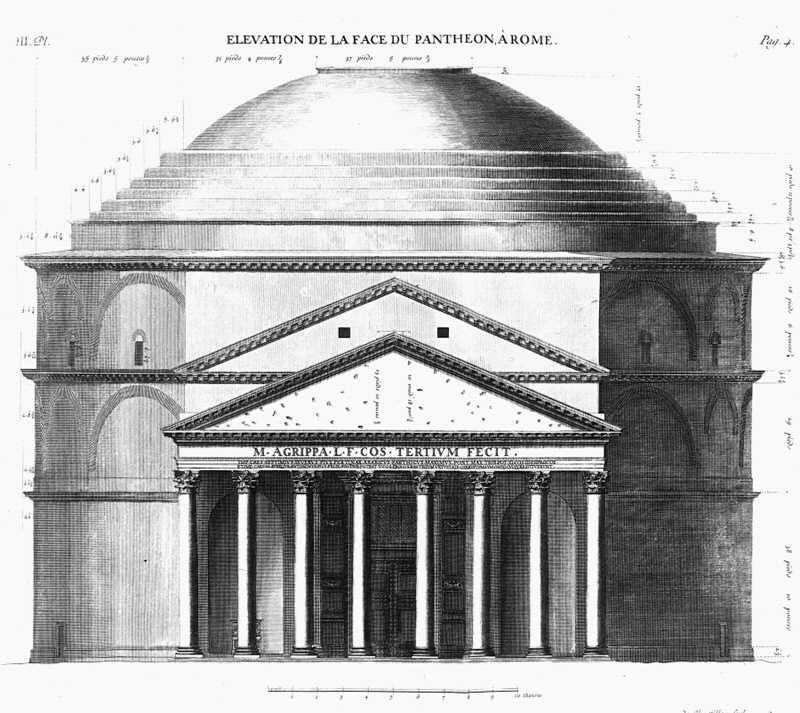